# Ribeira Brava (Madeira)

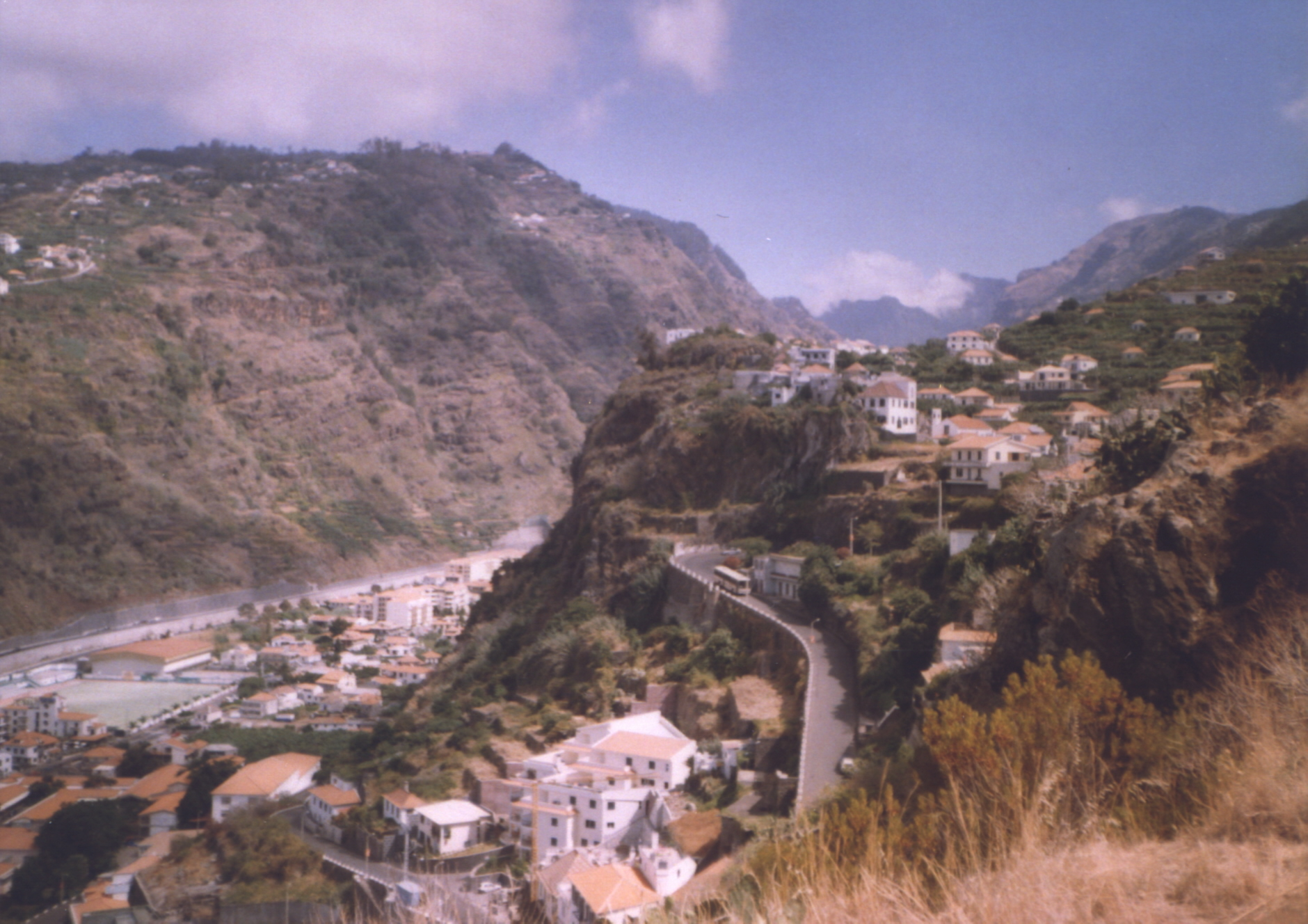
Ribeira Brava az azonos nevű patak völgyében

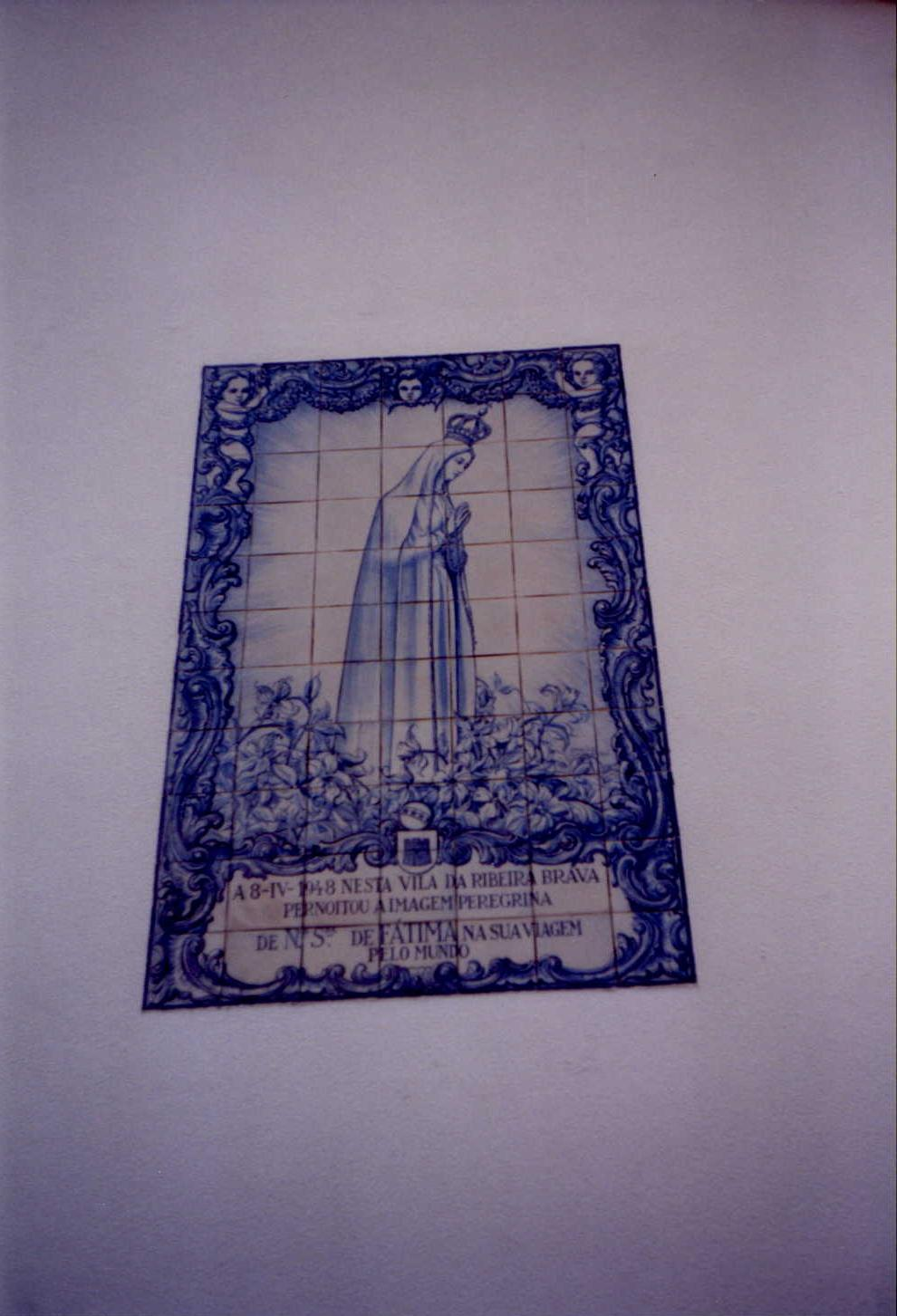
A plébániatemplom bejárata melletti azulejo

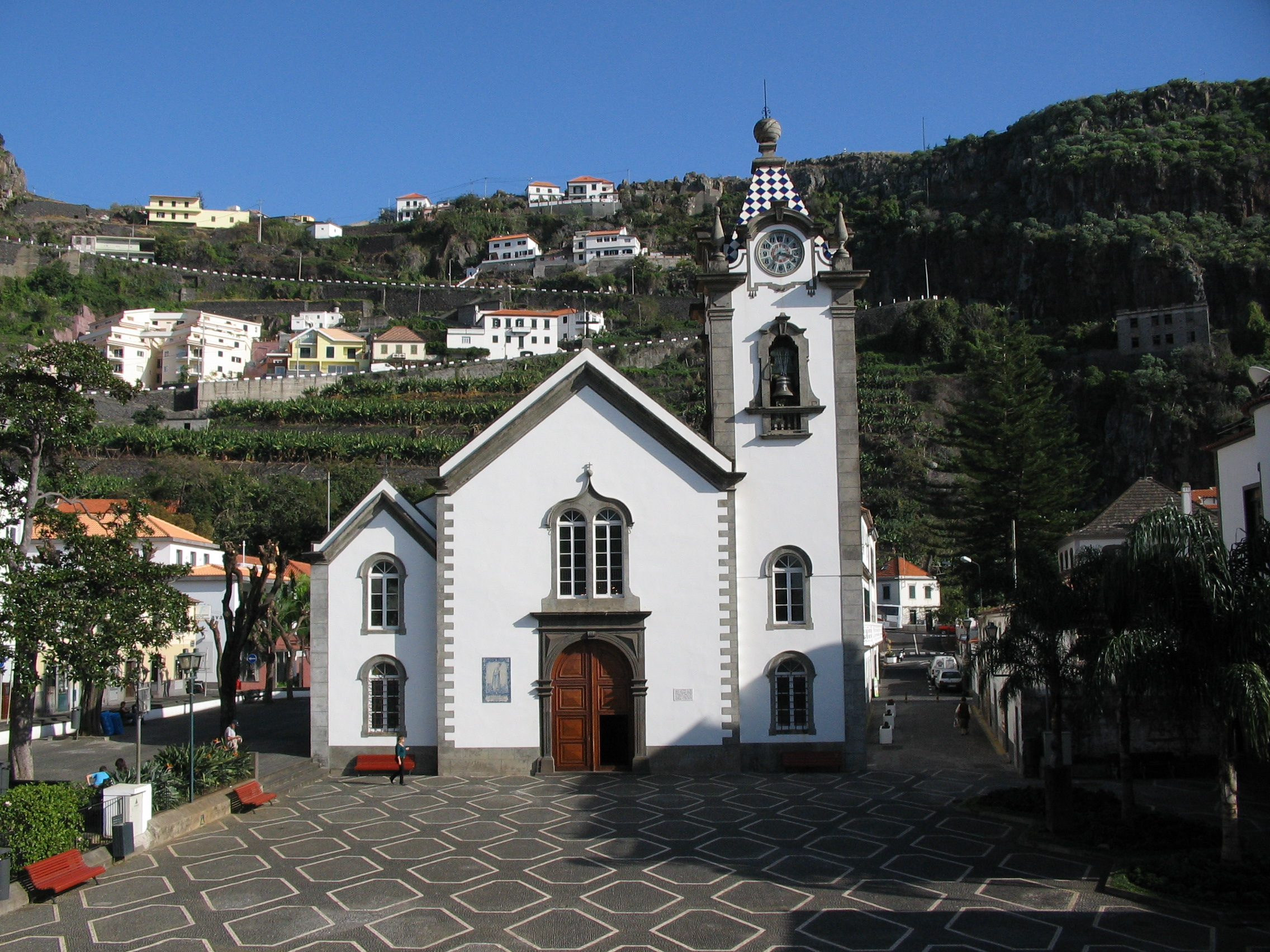
A Szent Benedek plébániatemplom, a harangtorony csúcsán az armilláris gömbbel

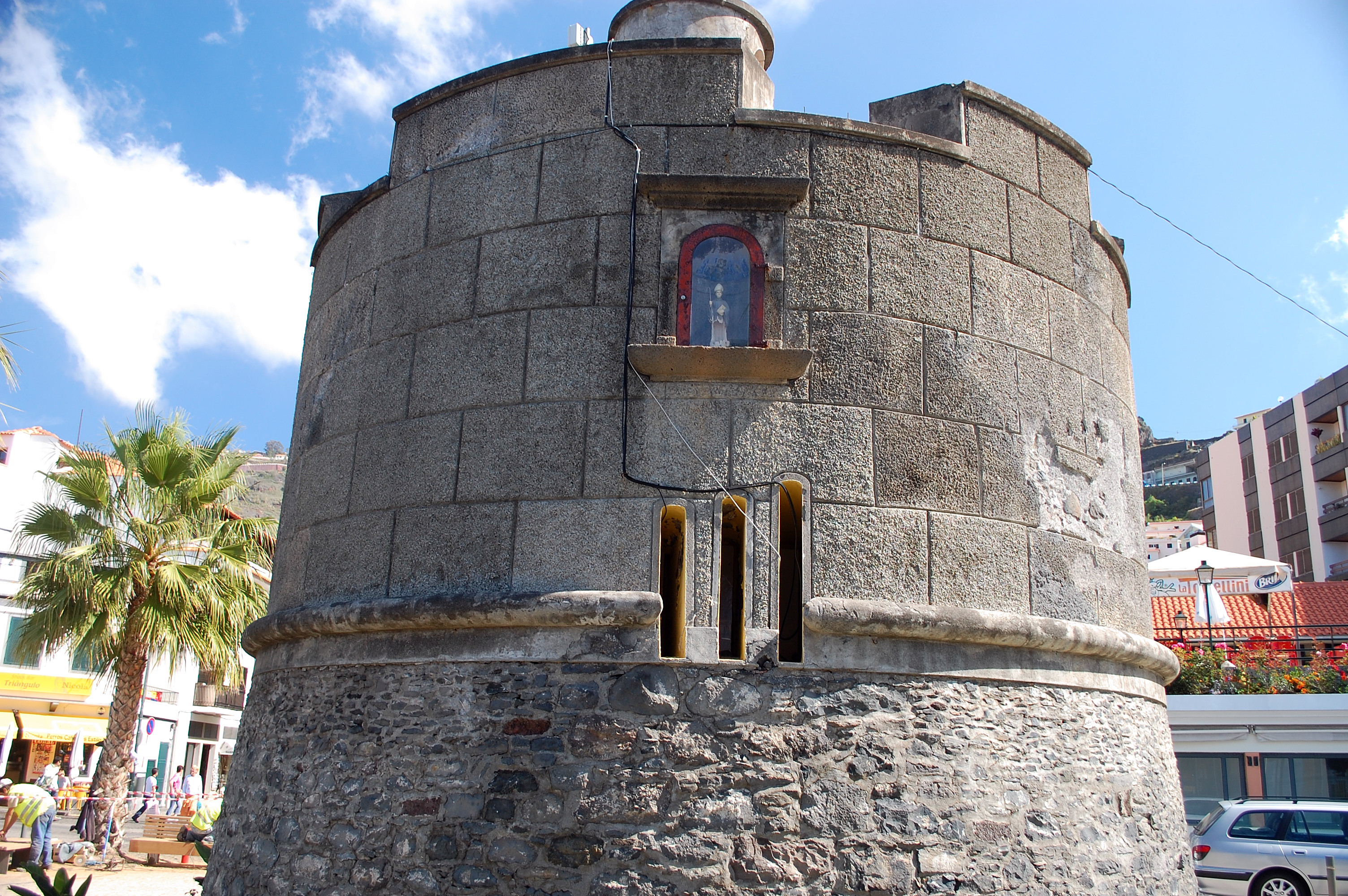
A tengerparti kiserőd

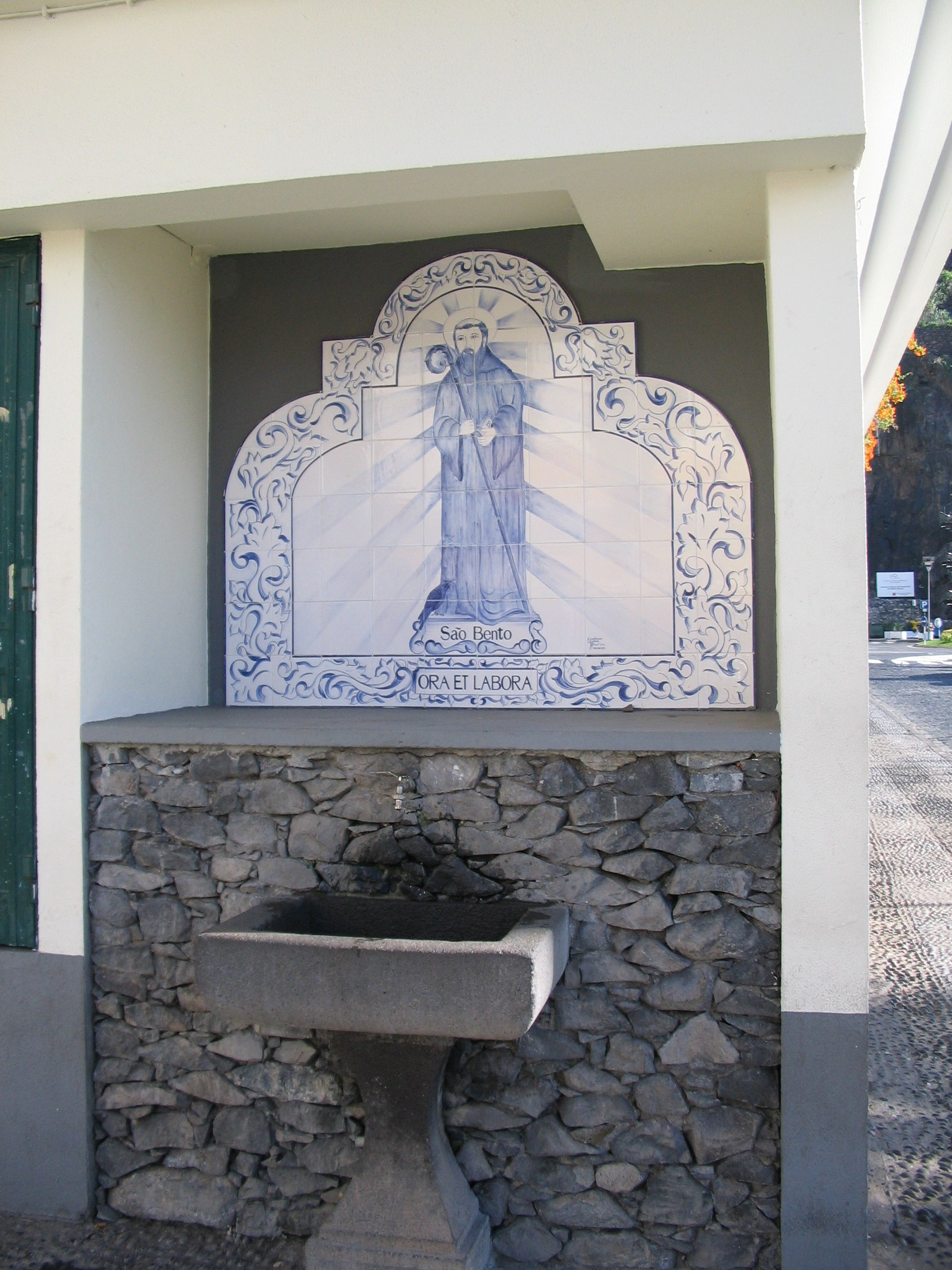
Nursiai szent Benedeket ábrázoló azulejo a bencések jelmondatával (ora et labora – imádkozz és dolgozz)

Ribeira Brava egy mintegy 12 ezer lakosú város Madeira déli partján, az azonos nevű járás székhelye.

## Földrajzi helyzete
A déli part közepe táján, Funchaltól mintegy 15 km-re fekszik.
A városban torkollik a tengerbe névadója, a Vad-patak (Ribeira Brava); ezt felső folyásán, Serra de Água falu környékén Ribeira de Serra de Águának hívják. Ribeira Brava (pontosabban, a vele gyakorlatilag egybeépült Campanário) és Câmara de Lobos között emelkedik a Cabo Girão sziklafala.

## Közlekedés
A fővárossal a partvidéken körbefutó ER 101 gyorsforgalmi út köti össze. Innen indul a sziget déli és északi partját a Boca Encumeada hágón át összekötő, ER 228 jelű út, ami az 1960-as évekig az északi és a déli part egyetlen közúti kapcsolata volt. Miután Portugália belépett az Európai Unióba, ezt a korszerű ER 104 úttal váltották ki, amely Serra de Água falu és Rosário között alagútban kel át a vízválasztó hegylánc alatt.
Kis kikötője leginkább csak halászhajók (és jachtok) fogadására alkalmas.

## Látnivalók
A történelmi városmag a Rua do Visconde sétálóutca környéke.

### Városháza
Az 1776-ban épült, hagyományos rózsaszínűre festett városházát (Câmara Municipial) egy egykori quintából alakították át. Az előtte kialakított, csinos parkban kis táblácskákon tüntették fel az egyes fafajok nevét.

### Plébániatemplom
A szent Benedekről elnevezett templom (Igreja de São Bento) egfeltűnőbb része a kék-fehér csempekockás toronysisak; dísze a portugál felfedezők szimbóluma, az armilláris gömb. Ez a sziget legrégibb egyházi épületeinek egyike: alapkövét 1440-ben tették le. A templom eredeti berendezéséből csak két tárgy maradt meg:
- a Mánuel stílusú, faragott szószék és
- a keresztelőkápolnában álló keresztelőmedence, amit I. Mánuel portugál király ajándékozott a templomnak.

A gazdagon aranyozott oltárok barokk stílusúak. A későbbi évszázadok felújításainak eredményei kevésbé látványosak.

### Néprajzi múzeum
A múzeumot a város északi részén, egy régi nemesi udvarházban rendezték be. Az eredeti épületet a 15. században emelték, majd sokáig a klarisszák tulajdona volt. Állandó kiállításuk főként a halászat munkafolyamatait, kisebbrészt több növény termesztését mutatja be; ezen kívül láthatók itt régi kézműves alkotások, lakberendezési tárgyak és szállítástörténeti emlékek is. Egy kis galériában kortárs művészek alkotásai láthatók.
Boltjában a múzeum műhelyében készült, népművészeti jellegű szőtteseket árusítják.
Nyitva: kedd–szombat; 10:00–12:30 és 14:00–18:30).

### João Carlos Abreu múzeum
A Núcleo Museológico João Carlos Abreu a világ legkülönfélébb részeiről gyűjtött, lovakat ábrázoló műalkotások (képek, szobrok) magángyűjteménye (nyitva: kedd–szombat; 10:00–12:30 és 14:00–18:00).

### Szent Péter ünnepe
Minden júniusban hajófelvonulással köszöntik szent Pétert (São Pedro), a tengerészek védőszentjét.

## Erőd
A templomhoz hasonlóan szent Benedekről elnevezett kis rondella a vásárcsarnok előtt áll.